# Tungerloh-Capellen
Tungerloh-Capellen ist eine Bauerschaft in Gescher im Kreis Borken.

## Geschichte
Tungerloh-Capellen bildete zusammen mit dem Dorf Gescher und den vier Bauerschaften Tungerloh-Pröbsting, Estern, Harwick und Büren das Kirchspiel Gescher und gehörte somit zum Braemgau im Hochstift Münster. Das Hochstift wurde 1803 aufgelöst und das Kirchspiel Gescher fiel von 1803 bis 1811 an die Salmsche Herrschaft und wurde Frankreich unterstellt. Dorf und Kirchspiel waren unter dem Namen Mairi zusammengefasst. Das gesamte Münsterland fiel 1815 an Preußen. 1816 wurde eine neue Einteilung des Kreises vorgenommen. Gescher wurde mit Tungerloh-Capellen ein Teil des Kreises Coesfeld und Tungerloh-Capellen eine selbstständige Gemeinde, die sich mit Tungerloh-Pröbsting, Harwick, Estern, Büren und Gescher zu einem Amtsverband zusammenschloss. Zu dieser Zeit lebten 639 Menschen im 1514 Hektar großen Ort. Am 1. Juli 1969 wurde der Ort nach Gescher eingemeindet. Durch die Kreisgebietsreform wurde Gescher am 1. Januar 1975 vom Kreis Coesfeld abgetrennt und dem Kreis Borken zugeordnet.

## Burgen und Rittergüter
Auf dem Gebiet von Capellen standen drei Burgen oder Rittergüter. Der unwegsame Grenzstreifen zwischen Kern- und Westmünsterland verlief durch die Tungerloher Mark. In diesem Grenzstreifen standen mehrere Burgen. Der Streifen war durch eine starke Landwehr gesichert.

### Haus Landwering
Das Haus Landwering stand in der Mitte des Grenzstreifens. Die Burg wurde 1268 erwähnt. Auf dem Hofgrund befand sich auch das Landgericht.  Ein Besitzer wurde 1386 urkundlich erwähnt, er nannte sich Herr Tor Lantwer, er hatte wohl die Aufsicht über die Schutzwehr. Auf dem Hofgrund der Burg wurde auch das Landgericht abgehalten, das nach Karl dem Großen auch Freistuhl genannt wurde. Die Burg war zu der Zeit dauernd bewohnt. Über das Aussehen gibt es keine Überlieferung. Im 16. und 17. Jahrhundert war die Junker von Tinnen Eigentümer, Ende des 18. Jahrhunderts gehörte das Haus dem Kanonikus von St. Mauritz, Franz Arnhold Vagedes und um 1830 dem Präsidenten Scheffer Boichorst.

### Ritterburg Haus Hall
Das Ritterburg Haus Hall war ein mit Wall und Graben bewehrtes Gut. Die Burg war Stammsitz des Geschlechtes von Kettelhaak, das Anfang des 16. Jahrhunderts Haus Hall verkaufte. Von 1652 bis 1678 waren Johann von Uterwick und danach bis 1707 Adam Markus von Uterwick Eigentümer. Danach wechselten mehrfach die Besitzer. 1837 ging das Haus an den Bischof von Münster, es wurde ein Heim für geistig behinderte Menschen eingerichtet.

### Lehninborg
Die Burg wurde nachweislich seit 1659 von Hermann Stroing bewohnt. Seit 1674 wird sie als wüst bezeichnet. Das Gelände ging in den Besitz des Kriegskommissars Dr. von Hamm über, dieser ließ die Wälle abtragen und neue Gräben ziehen. So entstand ein rechteckiger Platz, auf dem er ein Prinzipalhaus mit Nebengebäuden errichten ließ. Diese Anlage verfiel immer mehr und wurde 1840 endgültig abgebrochen. Das Gelände wurde parzelliert und verkauft.

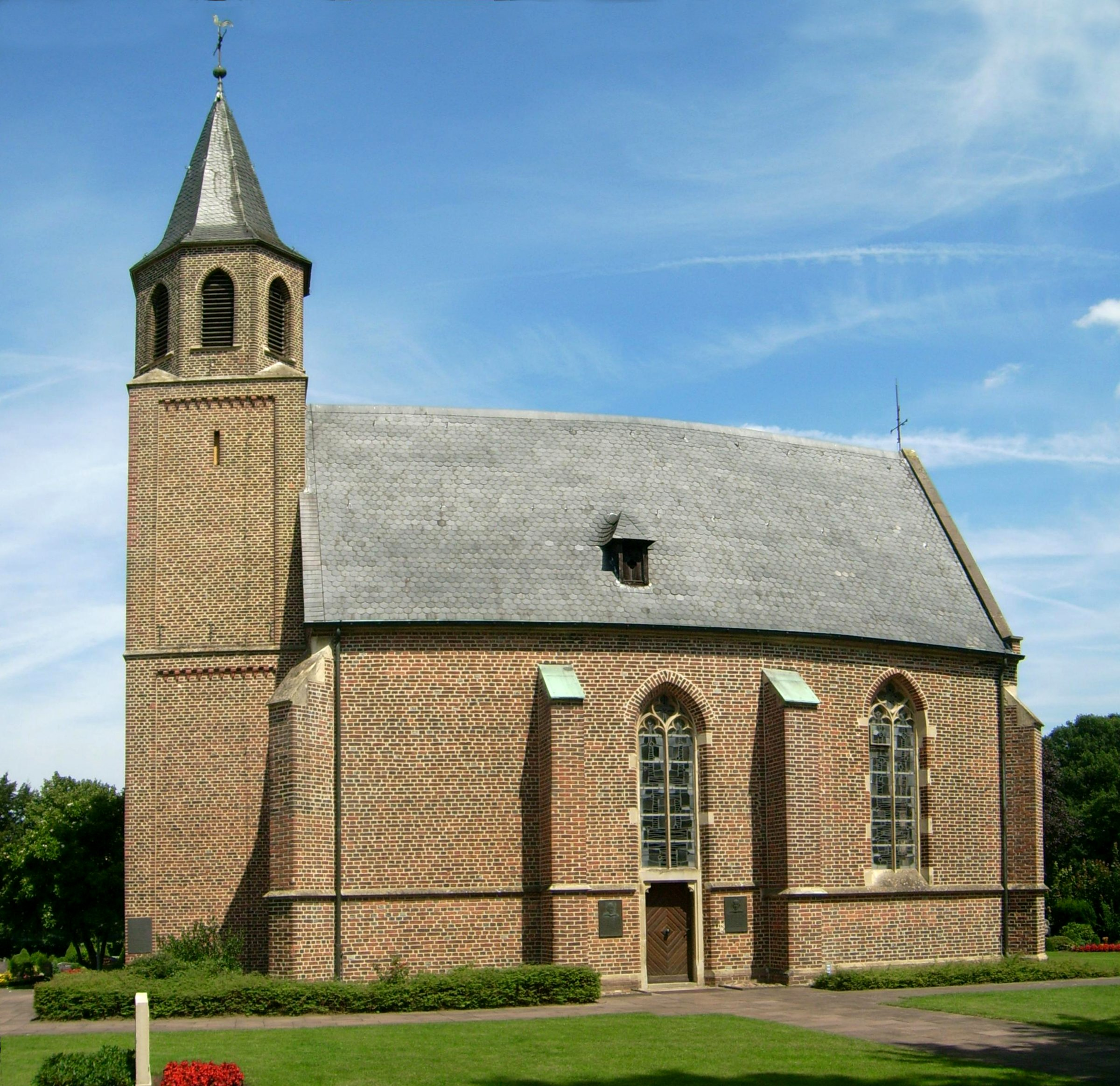
Tungerloh-Capellen, St. Antonius Abt

## Sehenswürdigkeiten
Sehenswert ist die denkmalgeschützte Antoniuskapelle, die auch als Autobahnkapelle an der A 31 dient.